# نادي العدالة موسم 2019–20
يعد موسم 2019–20 هو الأول من نوعه لنادي العدالة في دوري المحترفين، الذي يعد أفضل موسم في كرة القدم السعودية، وموسمه الـ 36. وشارك النادي في دوري المحترفين وكأس الملك. ويغطي الموسم الفترة من 1 يوليو 2019 إلى 30 يونيو 2020.

## اللاعبون

### معلومات التشكيلة
آخر تحديث 31 أغسطس 2019.
ملاحظة: تشير الأعلام إلى المنتخب الوطني على النحو المحدد في قواعد الأهلية للفيفا. قد يحمل اللاعبون أكثر من جنسية واحدة غير تابعة للفيفا.
| الرقم | البلد    | المركز | اللاعب                     |
| ----- | -------- | ------ | -------------------------- |
| 2     | مدغشقر   | مهاجم  | كارولوس أندرياماتسينورو    |
| 3     | السعودية | وسط    | حسين العيسى                |
| 4     | السعودية | مدافع  | بدر النخلي                 |
| 5     | السعودية | مدافع  | مرتضى البريه               |
| 6     | السعودية | وسط    | أحمد السلطان               |
| 7     | السعودية | وسط    | أحمد الناظري               |
| 8     | السعودية | مدافع  | عبد الله عبد الوهاب اليوسف |
| 10    | تونس     | وسط    | يوسف الفوزاعي              |
| 11    | السعودية | وسط    | بدر السليطين               |
| 12    | السعودية | مدافع  | حمد مرشد الدوسري           |
| 13    | السعودية | حارس   | علي المزيدي                |
| 14    | السعودية | مدافع  | خالد الدبيش                |
| 15    | السعودية | وسط    | عبد الله الهميان           |
| 17    | السعودية | وسط    | رياض شراحيلي               |
| 19    | تشاد     | مهاجم  | ماهر شرومه                 |

| الرقم | البلد    | المركز | اللاعب                                          |
| ----- | -------- | ------ | ----------------------------------------------- |
| 23    | الجزائر  | مدافع  | عبد العزيز علي قشي                              |
| 24    | السعودية | مدافع  | حيدر العامري                                    |
| 25    | السنغال  | مدافع  | سي آس مانداو                                    |
| 26    | السنغال  | وسط    | أليو سيسيه (لاعب كرة قدم مواليد 1990)           |
| 28    | السعودية | مدافع  | عبد العزيز مجرشي                                |
| 40    | السعودية | وسط    | حسين الهاجوج (مُعارًا من نادي الاتحاد (السعودية)) |
| 42    | السعودية | مدافع  | راضي الراضي                                     |
| 49    | السعودية | مدافع  | Ali Al-Salem                                    |
| 50    | السعودية | وسط    | مراد الرشيدي                                    |
| 55    | الغابون  | وسط    | ميدوين بيتيغي                                   |
| 66    | السعودية | وسط    | نادر المولد                                     |
| 70    | السعودية | مهاجم  | حسين الجاسم                                     |
| 73    | السعودية | حارس   | محمد المقهوي                                    |
| 90    | السعودية | مهاجم  | خالد آل جبيع (مُعارًا من نادي الهلال (السعودية))  |
| 99    | تونس     | حارس   | أيمن المثلوثي                                   |

## نظرة عامّة
| المنافسة               | أول مباراة       | آخر مباراة           | الدور الافتتاحي | المركز النهائي | السجل | السجل | السجل | السجل | السجل | السجل | السجل | السجل   |
| المنافسة               | أول مباراة       | آخر مباراة           | الدور الافتتاحي | المركز النهائي | لعب   | ف     | ت     | خ     | له    | عليه  | ف.أ.  | الفوز % |
| ---------------------- | ---------------- | -------------------- | --------------- | -------------- | ----- | ----- | ----- | ----- | ----- | ----- | ----- | ------- |
| دوري المحترفين السعودي | 22 آب/أغسطس 2019 | 04 أيلول/سبتمبر 2020 | الجولة الأولى   | المركز الأخير  | 30    | 4     | 9     | 17    | 27    | 62    | −35   | 013٫33  |
| كأس الملك              | –                | –                    | –               | –              | 0     | 0     | 0     | 0     | 0     | 0     | +0    | —       |
| المجموع                | المجموع          | المجموع              | المجموع         | المجموع        | 30    | 4     | 9     | 17    | 27    | 62    | −35   | 013٫33  |

المصدر: المنافسات

### حصيلة النتائج
| الفريق ╲ الجولة | 1 | 2 | 3 | 4 | 5 | 6 | 7 | 8 | 9 | 10 | 11 | 12 | 13 | 14 | 15 | 16 | 17 | 18 | 19 | 20 | 21 | 22 | 23 | 24 | 25 | 26 | 27 | 28 | 29 | 30 |
| --------------- | - | - | - | - | - | - | - | - | - | -- | -- | -- | -- | -- | -- | -- | -- | -- | -- | -- | -- | -- | -- | -- | -- | -- | -- | -- | -- | -- |
| العدالة         | D | W | L | W | L | L | L | L | D | L  | L  | L  | L  | D  | D  | D  | D  | D  | D  | L  | L  | W  | L  | W  | L  | L  | L  | D  | L  | L  |

### ملخص النتائج
| شامل | شامل | شامل | شامل | شامل | شامل | شامل | شامل | على أرضه | على أرضه | على أرضه | على أرضه | على أرضه | على أرضه | خارج أرضه | خارج أرضه | خارج أرضه | خارج أرضه | خارج أرضه | خارج أرضه |
| لعب  | ف    | ت    | خ    | أ.ل  | أ.ع  | ف.أ  | ن    | ف        | ت        | خ        | أ.ل      | أ.ع      | ف.أ      | ف         | ت         | خ         | أ.ل       | أ.ع       | ف.أ       |
| ---- | ---- | ---- | ---- | ---- | ---- | ---- | ---- | -------- | -------- | -------- | -------- | -------- | -------- | --------- | --------- | --------- | --------- | --------- | --------- |
| 30   | 4    | 9    | 17   | 27   | 62   | −35  | 21   | 2        | 5        | 8        | 16       | 28       | −12      | 2         | 4         | 9         | 11        | 34        | −23       |

## الدوري

### معلومات عامة
بداية الموسم
بدأ العدالة موسمهِ الأول في دوري المحترفين السعودي بدايةً قويّةً حيثُ نجحَ في فرض التعادل على النادي الأهلي في عقر داره بهدفٍ لمثله عائدًا من مدينة جدة بنقطة ثمينة، ثم سحق في الجولة الثانيّة نادي ضمك في الأحساء برباعيّة نظيفة، قبل أن يسقط للمرة الأولى في الدوري في الجولة الثالثة أمام نادي التعاون في بريدة بثلاثة أهداف مقابل اثنين.
حاول العدالة التدارك والعودة لمسار الانتصارات فكان له ذلك حينما فاز على نادي أبها بهدفين مقابل واحد، لكنّه دخل في النفقِ المظلم حينما خسر الجولة الخامسة أمام الفيصلي  بـ 3 – 1 في المجمعة، وخسر ثاني مباراةٍ له على التوالي في الجولة السادسة أمام نادي الشباب بهدف نظيف في ملعب الأمير عبد الله بن جلوي.
واصلَ العدالة سلسلة خساراته ومسلسل تضييعه للنقاط حينما خسر الجولة السابعة أمام نادي الفتح بـ 5 – 3، وعاد من الدمام بخسارةٍ هي الرابعة تواليًا في الدوري أمام نادي الاتفاق. كسر العدالة سلسلة الهزائم بعد تعادلٍ في الجولة التاسعة أمام نادي الحزم في ملعب الأمير عبد الله بن جلوي بالأحساء، ثمّ سرعان ما عاد لخطِّ الهزائم حينما اكتُسح في الجولة العاشرة من قِبل نادي الهلال بسباعيّة نظيفة وهي أكبر وأقسى خسارة يتعرض لها الفريق في الدوري هذا الموسم.
في عشر جولاتٍ لعبها الفريق الأحسائي، حقّق الانتصار في مناسبتين فقط وتعادل في مثلها لكنه خسر ستّ مباريات وهو ما جعلهُ يجمع ثماني نقاطٍ فقط من أصل 30 ممكنة ليحتلَّ مؤخرة جدول ترتيب الدوري.
منتصف الموسم
فشل العدالة في تداركِ الأمر فواصلَ أدائه السيء كما فعل في بداية الموسم، حيثُ سقط في الجولة الحادية عشر أمام نادي الوحدة في مدينة جدة بهدفين نظيفينِ، ثمّ خسر في الجولة المواليّة أمام نادي النصر بثلاثية نظيفة، وازدادت الأمور تعقيدًا حينما خسر من جديدٍ أمام نادي الرائد في بريدة بهدفٍ نظيف.
أوقف النادي الأحسائي سلسلة خسائره من جديدٍ بعدما تعادل في الجولة الرابعة عشر أمام نادي الفيحاء بهدفٍ في كلّ شبكة، ثمّ تعادل سلبيًا أمام نادي الاتحاد في جدّة، وعاد للتعادل للمرة الثالثة على التوالي أمام النادي الأهلي الذي كان قد تعادل معهُ ذهابًا، وتعادل معَ ضمك في الجولة السابعة عشر بهدفٍ في كلّ شبكة.
واصلَ العدالة سلسلة تعادلاته حينما تعادل في الجولة الثامنة عشر تعادلًا سلبيًا أمام نادي التعاون، ثمّ تعادلٌ هو السادس تواليًا في الدوري (وهي أطول سلسلة تعادلات في الموسم) أمام نادي أبها بهدفين مقابل هدفين، قبل أن يسقطَ في الجولة العشرين أمام الفيصلي بهدفين نظيفين مُأزِّمًا وضعيته أكثر فأكثر في جدول الترتيب.
فشل العدالة في عشرِ مبارياتٍ خاضها في تحقيقِ أيّ فاوزٍ حيثُ تعادل في ستّ مبارياتٍ وخسر أربعًا أخرى جامعًا بذلك ستّ نقاطٍ فقط من أصل 30 ممكنة.
نهاية الموسم
سُحق العدالة في الجولة الحادية والعشرين على يدِ نادي الشباب برباعيّة نظيفة في العاصِمة السعودية الرياض، وحقّق الانتصار أخيرًا في الجولة الثانية والعشرين – بعد 17 مباراة من دون انتصار – حينما هزمَ نظيره الفتح في ملعب الأمير عبد الله بن جلوي بالأحساء في مباراة ديربي خالصة، قبل أن يعود لخطِّ الهزائم من جديدٍ حينما سقط في الجولة الثالثة والعشرين أمام نادي الاتفاق بهدفٍ نظيفٍ.

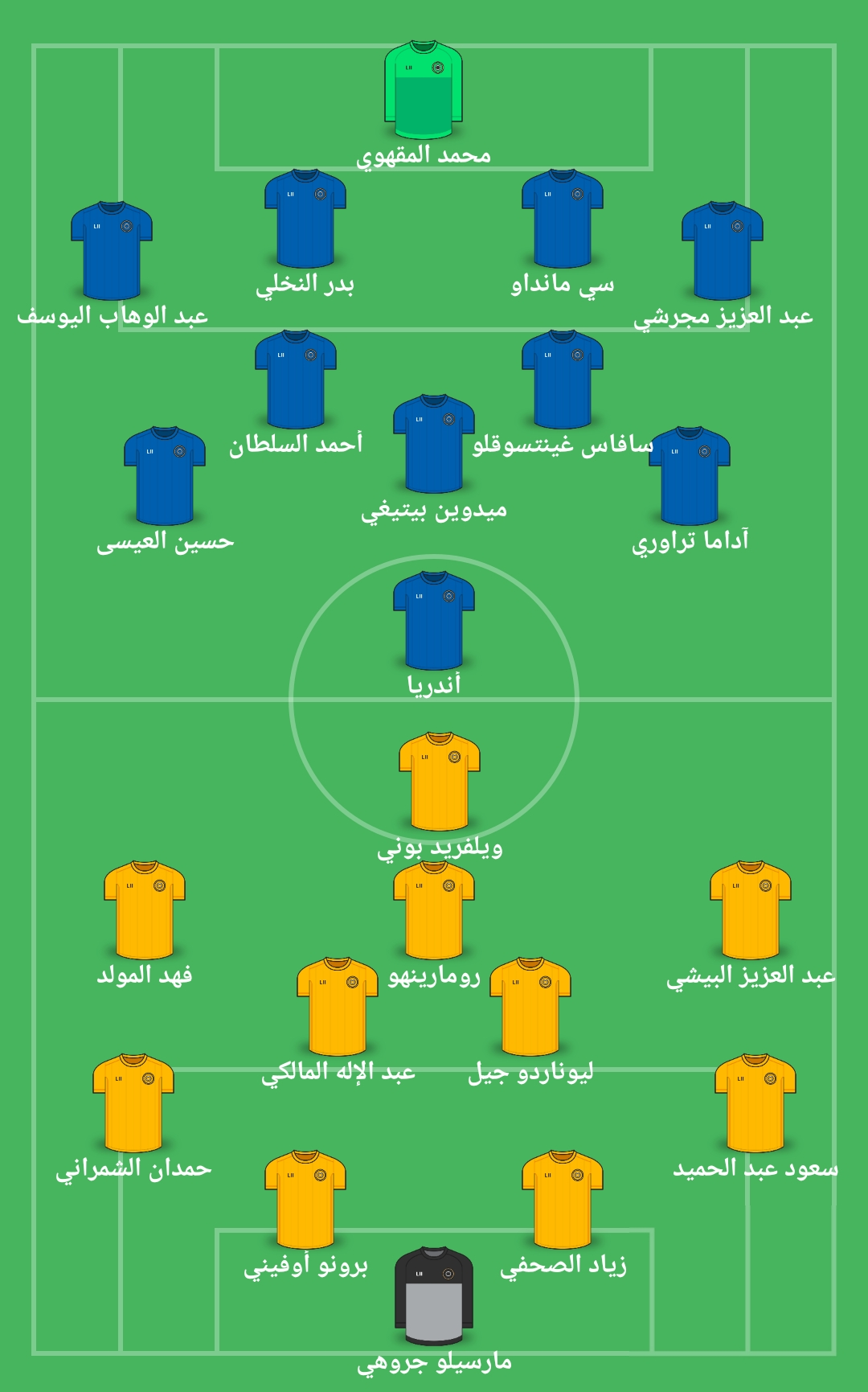
تشكيلتي نادي العدالة (باللون الأزرق) ونادي الاتحاد (باللون الأصفر) في المباراة التي خاضها الفريقينِ في آخر جولةٍ من جولات دوري المحترفين موسم 2019–20

عاد العدالة من الرس بثلاث نقاطٍ ثمينةٍ حينما تغلَّب هناك على الحزم بهدفينِ مقابل واحد وهو ثاني انتصار للفريق الأحسائي في آخر ثلاث مباريات. سُرعان ما فقد العدالة نغمة الانتصارات حينما تعرض لخسارةٍ قاسيةٍ على ميدانه أمام الهلال برباعيّة نظيفة وهو ذات الفريق الذي سحقه ذهابًا بسباعيّة نظيفة. واصلَ العدالة مسلسل إهدار النّقاط فخسر على أرضيّة ميدانه أمام الوحدة (2 – 4)، قبل أن يخسر للمرة الثالثة تواليًا وكانت هذه المرة أمام نادي النصر الذي اكتسحهُ بستّة أهدافٍ مقابل واحد.
قبل نهاية الدوري بعدّة جولاتٍ، كان العدالة قد خسر فرصة المنافسة على البقاء في دور الكبار وعليه فمبارياته الثلاث الأخيرة كانت مجرد تحصيل حاصل. خرجَ العدالة في البداية بالتعادل الإيجابي (1 – 1) أمام الرائد في الأحساء وذلك لحساب مباريات الجولة الثامنة والعشرين، قبل أن يخسر الجولة المواليّة بهدفين نظيفينِ أمام نادي الفيحاء، وهُزم في آخر جولات الدوري على يدِ نادي الاتحاد بهدفين نظيفين أيضًا.
في 10 جولاتٍ خاضها العدالة، تمكّن من تحقيقِ الفوز مرتين فقط بينما تعادل في مرة وحيدة وخسر 7 مرات حاصدًا بذلك ما مجموعه 7 نقاط وواصلًا للنقطة الحادية والعشرين ككل.

### قائمة المباريات
جدول الترتيب
حلَّ نادي العدالة في المركز السادس عشر/الأخير في الجدول النهائي لترتيب الدوري حيثُ جمع 21 نقطة فقط من أصلِ 30 مباراةً لعبها وذلك بعدما فازَ في أربع مبارياتٍ لا غير وتعادل في تسعة بينما خسر سبعة مباراة كاملة. سجّل النادي الأحسائي خلال هذا الموسم 27 هدفًا فقط (بمعدل 0.9 في كلّ مباراة) بينما تلقَّى 62 هدفًا (بمعدل 2.06 في كلّ مباراة). حلَّ العدالة خلفَ نادي الحزم الذي جاءَ في المركز الخامس عشر برصيدِ 27 نقطة جمعها من 7 انتصاراتٍ وستِّ تعادلات حيثُ سجّل في الجولات الثلاثين التي لعبها 40 هدفًا لكنّه تلقى 61 هدفًا كثاني أسوء خطّ دفاع في الدوري بعد العدالة.
| م  | الفريق  | لعب | ف | ت | خ  | له | عليه | ف.أ  | نقاط |
| -- | ------- | --- | - | - | -- | -- | ---- | ---- | ---- |
| 13 | الفتح   | 30  | 8 | 9 | 13 | 42 | 49   | - 7  | 33   |
| 14 | الفيحاء | 30  | 8 | 8 | 14 | 34 | 44   | - 10 | 32   |
| 15 | الحزم   | 30  | 7 | 6 | 17 | 40 | 61   | - 21 | 27   |
| 16 | العدالة | 30  | 4 | 9 | 17 | 27 | 62   | - 35 | 21   |

قائمة المباريات
هذه قائمةٌ بمباريات نادي العدالة في دوري المحترفين السعودي في موسم 2019–20:
| 22 أغسطس 2019 1 | الأهلي | 1 – 1 | العدالة | جدة                                   |
| 15:25           |        |       |         | الملعب: مدينة الملك عبد الله الرياضية |

| 29 أغسطس 2019 2 | العدالة | 4 – 0 | ضمك | الأحساء                              |
| 16:00           |         |       |     | الملعب: ملعب الأمير عبد الله بن جلوي |

| 13 أكتوبر 2019 3 | التعاون | 3 – 2 | العدالة | بريدة                                 |
| 19:00            |         |       |         | الملعب: مدينة الملك عبد الله الرياضية |

| 20 أكتوبر 2019 4 | العدالة | 2 – 1 | أبها | الأحساء                              |
| 18:25            |         |       |      | الملعب: ملعب الأمير عبد الله بن جلوي |

| 28 أكتوبر 2019 5 | الفيصلي | 3 – 1 | العدالة | المجمعة                        |
| 13:30            |         |       |         | الملعب: مدينة المجمعة الرياضية |

| 05 سبتمبر 2019 6 | العدالة | 0 – 1 | الشباب | الأحساء                              |
| 18:30            |         |       |        | الملعب: ملعب الأمير عبد الله بن جلوي |

| 18 سبتمبر 2019 7 | العدالة | 3 – 5 | الفتح | الأحساء                              |
| 14:00            |         |       |       | الملعب: ملعب الأمير عبد الله بن جلوي |

| 24 سبتمبر 2019 8 | الاتفاق | 1 – 0 | العدالة | الدمام                          |
| 17:25            |         |       |         | الملعب: ملعب الأمير محمد بن فهد |

| 02 أكتوبر 2019 9 | العدالة | 2 – 2 | الحزم | الأحساء                              |
| 16:00            |         |       |       | الملعب: ملعب الأمير عبد الله بن جلوي |

| 30 أكتوبر 2019 10 | الهلال | 7 – 0 | العدالة | الرياض                        |
| 18:00             |        |       |         | الملعب: ملعب جامعة الملك سعود |

| 12 ديسمبر 2019 11 | الوحدة | 2 – 0 | العدالة | جدة                           |
| 16:30             |        |       |         | الملعب: ملعب الملك عبد العزيز |

| 19 ديسمبر 2019 12 | العدالة | 0 – 3 | النصر | الأحساء                              |
| 18:00             |         |       |       | الملعب: ملعب الأمير عبد الله بن جلوي |

| 26 ديسمبر 2019 13 | الرائد | 1 – 0 | العدالة | بريدة                                 |
| 16:00             |        |       |         | الملعب: مدينة الملك عبد الله الرياضية |

| 09 يناير 2020 14 | العدالة | 1 – 1 | الفيحاء | الأحساء                              |
| 18:00            |         |       |         | الملعب: ملعب الأمير عبد الله بن جلوي |

| 25 يناير 2020 15 | الاتحاد | 0 – 0 | العدالة | جدة                                   |
| 17:30            |         |       |         | الملعب: مدينة الملك عبد الله الرياضية |

| 01 فبراير 2020 16 | العدالة | 1 – 1 | الأهلي | الأحساء                              |
| 18:00             |         |       |        | الملعب: ملعب الأمير عبد الله بن جلوي |

| 05 فبراير 2020 17 | ضمك | 1 – 1 | العدالة | خميس مشيط                                         |
| 16:00             |     |       |         | الملعب: مدينة الأمير سلطان بن عبد العزيز الرياضية |

| 14 فبراير 2020 18 | العدالة | 0 – 0 | التعاون | الأحساء                              |
| 16:25             |         |       |         | الملعب: ملعب الأمير عبد الله بن جلوي |

| 21 فبراير 2020 19 | أبها | 2 – 2 | العدالة | أبها                                              |
| 14:00             |      |       |         | الملعب: مدينة الأمير سلطان بن عبد العزيز الرياضية |

| 28 فبراير 2020 20 | العدالة | 0 – 2 | الفيصلي | الأحساء                              |
| 16:00             |         |       |         | الملعب: ملعب الأمير عبد الله بن جلوي |

| 05 مارس 2020 21 | الشباب | 4 – 0 | العدالة | الرياض                          |
| 18:00           |        |       |         | الملعب: ملعب الأمير فيصل بن فهد |

| 212 مارس 2020 22 | الفتح | 0 – 1 | العدالة | الأحساء                              |
| 16:00            |       |       |         | الملعب: ملعب الأمير عبد الله بن جلوي |

| 05 أغسطس 2020 23 | العدالة | 0 – 1 | الاتفاق | الأحساء                              |
| 13:00            |         |       |         | الملعب: ملعب الأمير عبد الله بن جلوي |

| 10 أغسطس 2020 24 | الحزم | 1 – 2 | العدالة | الرس                    |
| 16:00            |       |       |         | الملعب: ملعب نادي الحزم |

| 15 أغسطس 2020 25 | العدالة | 0 – 4 | الهلال | الأحساء                              |
| 16:30            |         |       |        | الملعب: ملعب الأمير عبد الله بن جلوي |

| 20 أغسطس 2020 26 | العدالة | 2 – 4 | الوحدة | الأحساء                              |
| 18:00            |         |       |        | الملعب: ملعب الأمير عبد الله بن جلوي |

| 25 أغسطس 2020 27 | النصر | 6 – 1 | العدالة | الرياض                        |
| 17:00            |       |       |         | الملعب: ملعب الملك فهد الدولي |

| 29 أغسطس 2020 28 | العدالة | 1 – 1 | الرائد | الأحساء                              |
| 14:25            |         |       |        | الملعب: ملعب الأمير عبد الله بن جلوي |

| 04 سبتمبر 2020 29 | الفيحاء | 2 – 0 | العدالة | المجمعة                        |
| 13:25             |         |       |         | الملعب: مدينة المجمعة الرياضية |

| 09 سبتمبر 2020 30 | العدالة | 0 – 2 | الاتحاد | الأحساء                              |
| 19:00             |         |       |         | الملعب: ملعب الأمير عبد الله بن جلوي |

### إحصائيات
- سجّل العدالة 27 هدفًا (بمعدل 0.9 في كلّ مباراة) بينما تلقّت شباكه 62 هدفًا (بمعدل 2.06 في كل مباراة).
  - سجّل العدالة 16 هدفًا في المباريات التي خاضها على أرضيّة ملعبه بينما تلقَّى 28 هدفًا.
  - سجّل العدالة 11 هدفًا خارج دياره وتلقَّى في مقابل ذلك 34 هدفًا.
- خسر العدالة أربع مبارياتٍ على التوالي في مناسبتين، الأولى من الجولة الخامسة حتى الجولة الثامنة والثانية من الجولة العاشرة حتى الجولة الثالثة عشر.
  - لم يُحقِّق العدالة أيّ انتصارينِ على التوالي طوال جولات الدوري الثلاثين.
- أكبر انتصارٍ حقّقه نادي العدالة في الموسم الكرويّ 2019–20 كان داخل ميدانهِ على حسابِ نادي ضمك برباعيّة نظيفة في الجولة الثانيّة.
  - أكبر خسارةٍ تعرض لها النادي الأحسائي كانت في الجولة العاشرة حينما هُزم في الرياض أمام نادي الهلال بسباعيّة نظيفة في الجولة العاشرة.

## كأس الملك

### معلومات عامة
خاض نادي العدالة في إطار مسابقة كأس الملك السعودي (وتُعرف رسميًا باسمِ كأس خادم الحرمين الشريفين) مباراة واحدة في دور الـ 32 (الدور الأول) حيثُ خسرها بهدفٍ نظيفٍ لصالحِ نادي التعاون في المباراة التي لُعبت في الرابع من كانون الثاني/يناير 2019 في ملعب الأمير عبد الله بن جلوي بمدينة الأحساء.

### قائمة المباريات
هذه هي المبارة الوحيدة التي لعبها نادي العدالة في إطار مباريات كأس الملك:
| 04 يناير 2019 دور الـ 32 | العدالة | 0 – 1 | التعاون | الأحساء                              |
| 16:00                    |         |       |         | الملعب: ملعب الأمير عبد الله بن جلوي |

### إحصائيات
- خاض نادي العدالة مباراة واحدة في مسابقة كأس الملك حيث خسرها أمام نظيره التعاون بهدفٍ نظيف.
  - فشل العدالة في المباراة التي لعبها في إطار هذه المنافسة في تسجيلِ أيّ هدف وتلقى في المقابل هدفًا واحدًا.